# El secreto inconfesable de un chico bien
El secreto inconfesable de un chico bien és una pel·lícula espanyola, dirigida per Jordi Grau i Solà i estrenada el 18 d'octubre de 1976.

## Argument
Juanjo, un jove de família benestant, fill d'un estricte cuidador d'armes al servei del règim, guarda un terrible secret: és impotent. Aquesta és la causa per la qual no ha volgut consumar el seu llarg festeig amb la seva promesa Ana. En un viatge introspectiu en el qual se li apareix la seva mare morta i és transportat a un inquietant escenari de circ, Juanjo anirà descobrint la causa profunda del seu problema.

## Repartiment
- José Sacristán - Juanjo
- María José Cantudo - Ana
- Antonio Garisa -	Don Florentino
- José Calvo	- Don Gumersindo
- Máximo Valverde -	Paco
- Rafaela Aparicio - Brígida